# Porto de Quelimane
O Porto de Quelimane localiza-se na zona centro de Moçambique. Este porto localiza-se junto à cidade, na margem esquerda do rio dos Bons Sinais, a cerca de 12 milhas da foz.
O trajecto para o Porto de Quelimane, a partir da barra, é feito por um canal perfeitamente balizado e permite a navegação a qualquer hora do dia ou da noite.
O Porto de Quelimane, composto por um só cais, com capacidade de manuseamento anual de cerca de 650.000 toneladas, área de armazenamento coberta de 5.417 metros quadrados, comprimento de 210 metros e uma profundidade de cerca de 6,00 m, mas com calado máximo permitido de 5,50 m, permite a atracagem dos seguintes tipos de navios:
- Porta Contentores, Carga Geral, Tanques e Barcaças/Batelões;
- Capacidade até 20.000 DWT (Toneladas Brutas de Arqueação);
- Comprimento máximo de 150 m de LOA e
- Calado máximo de 5,50 metros.

1. ↑  https://www.cfm.co.mz/index.php/pt/infraestruturas/porto-de-quelimane-centro